# قصبة بن مشيش
قصبة بن مشيش هي قرية في إقليم برشيد منذ 2004 ضمن جهة الشاوية ورديغة بالغرب المغربي. كان مجموع عدد سكان الجماعة القروية قصبة بن مشيش 13.351 نسمة.(تعداد السكان الرسمي 2004)